# Scald Law
Scald Law är en kulle i Storbritannien.   Den ligger i kommunen Midlothian och riksdelen Skottland, i den centrala delen av landet, 500 km norr om huvudstaden London. Toppen på Scald Law är 579 meter över havet.
Terrängen runt Scald Law är kuperad åt nordväst, men åt sydost är den platt. Runt Scald Law är det glesbefolkat, med 16 invånare per kvadratkilometer. Närmaste större samhälle är Edinburgh, 14,2 km norr om Scald Law. Trakten runt Scald Law består i huvudsak av gräsmarker.